# Region Growing
Region Growing ist ein Bildsegmentierungsverfahren.

## Ablauf
Bei diesem Verfahren werden homogene Bildelemente zu Regionen verschmolzen.
Zuerst wird das Bild in initiale Zellen (1×1, 2×2 oder 4×4 Pixel) unterteilt. Beginnend mit der Wahl einer initialen Zelle als Anfangsregion wird diese dann mit den Nachbarzellen anhand eines Kriteriums (z. B. die Differenz des Grauwertes zu dem der Nachbarzelle) verglichen. Trifft das Kriterium zu, wird die Nachbarzelle zu der Region hinzugefügt. Dies wird rekursiv wiederholt, das heißt, die Nachbarzellen der neu hinzugefügten Zellen werden ebenfalls untersucht. Wenn keine Nachbarn mehr hinzugenommen werden können, ist eine Region gefunden.
Den Prozess kann man für andere Zellen, die nicht der Region angehören, wiederholen, bis alle Pixel Regionen zugeordnet wurden. Dies kann jedoch abhängig von dem gewählten Kriterium zu sich überschneidenden Regionen führen.
Das Verfahren ist anfällig für „Leakage“, das heißt, dass eigentlich getrennte Regionen durch kleine „Pixelbrücken“ als eine Region erfasst werden.